# Wilhelm Daniels (Politiker, 1778)
Franz Wilhelm Anton Maria Hubert Daniels (* 7. Februar 1778 in Düren; † 15. Februar 1845 in Aachen) war ein preußischer Notar und von 1826 bis 1831 als besoldeter Beigeordneter Oberbürgermeister der Stadt Aachen.

## Leben
Der Katholik Wilhelm Daniels wurde in Düren als Sohn des Franz Anton Daniels und dessen Ehefrau Maria Anna Daniels, geborene Kannengiesser, geboren. Am 19. Mai 1810 heiratete er Maria Josefine Winkens. Der Justizrat und Notar wurde im Jahr 1820 zum zweiten beigeordneten und 1826 zum ersten beigeordneten Bürgermeister der Stadt Aachen ernannt. In dieser Funktion übernahm er in der Nachfolge des am 31. Oktober desselben Jahres verstorbenen Mathias Solders bis zum 23. Januar 1832 die Verwaltung der Stadt Aachen. Neben diesem Amt bekleidete Daniels in den Jahren 1820 bis 1826 sowie 1830 und 1831 auch das des Präsidenten der Handelskammer.

## Mitgliedschaften
- 30. Dezember 1821 Eintritt in den Club Aachener Casino[2]